# Torroella de Montgrí (kommunhuvudort)
Torroella de Montgrí är en kommunhuvudort i Spanien.   Den ligger i provinsen Província de Girona och regionen Katalonien, i den östra delen av landet, 600 km öster om huvudstaden Madrid. Torroella de Montgrí ligger 29 meter över havet och antalet invånare är 11 598.
Terrängen runt Torroella de Montgrí är huvudsakligen platt, men den allra närmaste omgivningen är kuperad.Runt Torroella de Montgrí är det tätbefolkat, med 356 invånare per kvadratkilometer. Närmaste större samhälle är Palafrugell, 14,2 km söder om Torroella de Montgrí. Trakten runt Torroella de Montgrí består till största delen av jordbruksmark.